# Стічні води збагачувальних фабрик
Стічні води збагачувальних фабрик — флотаційні відходи, зливи згущувачів, фільтрати вакуум-фільтрів. Склад стічних вод збагачувальних фабрик комплексний, він залежить від мінерального складу корисної копалини і застосованого методу збагачення. Флотаційні відходи рудних збагачувальних фабрик, в яких міститься 15 – 35 % твердого, складають 60 – 90 % усіх стічних вод збагачувальної фабрики. Флотаційні відходи вуглезбагачувальних фабрик містять 10-29 мг/л залишкових масел (реагентів).  Звичайно флотаційні відходи, зливи згущувачів, фільтрати вакуум-фільтрів об’єднують і відкачують у басейн-сховище спільно. 